# Pulsión
Pour plus de détails, voir Fiche technique et Distribution.
Pulsión est un court métrage d'animation franco-argentin réalisé par Pedro Casavecchia et sorti en 2019.

## Fiche technique
- Titre original : Pulsión
- Réalisation : Pedro Casavecchia
- Scénario :
- Décors :
- Costumes :
- Animation :
- Photographie :
- Montage :
- Musique :
- Producteur : Nicolas Casavecchia, Arnaud Colinart et Corentin Lambot
- Sociétés de production : Atlas V
- Société de distribution :
- Pays d'origine :  France et  Argentine
- Langue originale : espagnol
- Format : couleur
- Genre : Animation
- Durée : 7 minutes
- Dates de sortie :
  -  France : 10 juin 2019 (Annecy 2019)

## Distinction
Il remporte une mention spéciale du jury ex æquo avec My Generation à l'édition 2019 du festival international du film d'animation d'Annecy.